# Peter Jamvold
Peter Krefting Jamvold (* 27. August 1896 in Løten; † 4. Juni 1962 in Oslo) war ein norwegischer Segler.

## Erfolge
Peter Jamvold, Mitglied des Kongelig Norsk Seilforening, wurde 1920 in Antwerpen bei den Olympischen Spielen in der 10-Meter-Klasse nach der International Rule von 1907 Olympiasieger. Er war Crewmitglied der Eleda, die als einziges Boot seiner Klasse teilnahm. Der Eleda, deren Crew außerdem aus Ingar Nielsen, Claus Juell, Sigurd Holter, Ole Sørensen, seinem Cousin Gunnar Jamvold und Skipper Erik Herseth bestand, genügte mangels Konkurrenz in zwei Wettfahrten jeweils das Erreichen des Ziels zum Gewinn der Goldmedaille.